# Zarudnya arabica
Zarudnya arabica är en insektsart som beskrevs av Dlabola 1989. Zarudnya arabica ingår i släktet Zarudnya och familjen Flatidae. Inga underarter finns listade i Catalogue of Life.